# Powerwolf
Powerwolf — німецький павер-метал гурт, створений у 2003 році. Гурт використовує у своїй творчості християнські мотиви, похмурі хорові вставки і потужні органні партії. В таких композиціях як «Panic in the Pentagram», «Catholic in the Morning», «Resurrection by Erection», колектив іронічно висміює то сатанізм, то католицьку віру, називаючи себе «спостерігачами, а не борцями на релігійній сцені»
Станом на 2015 рік гурт випустив 6 студійних альбомів та 2 міні-альбоми.

## Історія
У 2003 році друзі Чарльз (Charles Greywolf) і Метью Грейвулфи (Matthew Greywolf, він же Benjamin Buss), які вже кілька років грали разом, вирішили створити свій гурт. Так з'явилися Powerwolf.
Незабаром до них приєдналися француз-ударник Стефан Фюнебр (Stéfane Funèbre) і німець-клавішник Фальк Марія Шлегель (Falk Maria Schlegel), але для повного складу гурту не вистачало вокаліста. Вже почавши писати тексти і музику, Чарльз і Метью, подорожуючи по Румунії, зустріли Аттілу Дорна (Attila Dorn). Дорн, який навчався класичному оперному вокалу в Музичній Академії Бухареста, став ідеальним фронтменом Powerwolf.
Фронтмен гурту вже задовго до цього брав участь разом з іншими музикантами в стоунер-гурті Red Aim під псевдонімом Доктор Дон Роджерс.
Завдяки любові Дорна до румунських легенд про перевертнів, група створила дебютний альбом, Return in Bloodred, використовуючи їх як основу для більшості текстів. Загальна стилістика текстів цього і наступних альбомів поєднує в собі навмисну похмурість і містичність укупі з веселим і часом хуліганських змістом. Несерйозність текстів бере свій початок з творчості Red Aim: група не змогла остаточно позбутися від гумору свого стоунерского минулого.
В 2007 році з'явився їхній другий диск, Lupus Dei. Григоріанські мотиви цілком занурюють в розповідь про вовка-перевертня, який крокує по життю від Диявола до Бога. У цьому, як виражається гітарист Matthew Greywolf - історія пристрасті групи до хеві-металу. Віддаючи належне атмосфері альбому, Powerwolf записували частину матеріалу в церкві, побудованій в 12 столітті.
У 2008 році Powerwolf випустили свій перший відеоальбом The Wacken Worship. Він містив живі кадри з виступу на фестивалі Wacken Open Air 2008 . Того ж року вони відправилися в турне Metal is our Mission Tour разом з Brainstorm і Pagan's Mind .
Третій альбом під назвою Bible of the Beast, зведенням якого знову займався відомий продюсер Fredrik Nordström, вийшов 24 квітня  2009 року. У записі також брав участь хор, що складається зі студентів і випускників консерваторії Musikhochschule Saarbrücken. Самі учасники групи кажуть про новий альбом як про найважчий в їхній музичній кар'єрі.

В  2011 році здійснюють роботу над новим альбомом Blood of the Saints, який записувався в п'яти студіях і двох церквах, щоб довести метал-гімни до потрібної форми. В результаті понад 70 осіб було задіяно в роботі над цим альбомом. Також, незабаром після початку роботи над цим альбомом, гурт залишив ударник Стефан Фюнебр. Для завершення запису альбому був найнятий Роэль Ван Хэйден, котрий, на той час, працював в студії, де робився запис. Закінчивши запис альбому в найкоротші терміни, Роэль запропонував свою кандидатуру на роль нового ударника, яким є і по сьогоднішній день. Гітарист Меттью Грейвулф згадував наступне: 
|                   | Алілуя, він готовий! Після незліченних днів боротьби, ми нарешті завершили роботу над новим альбомом. |
| — Меттью Грейвулф | |

У липні  2013 року Powerwolf випустили свій новий альбом під назвою Preachers of the Night. Основною темою альбому, за твердженням фронтмена групи, стали Хрестові походи. 
У липні  2015 року Powerwolf випустили альбом "Blessed & Possessed", мастеринг якого проводив Jens Borgen в Fascination Street. Обкладинка для диска була знову створена гітаристом групи Меттью Грейвулфом.
10 жовтня 2017 на своїй сторінці в Facebook гурт оголосив, що вони вже завершили запис свого 7-го повнометражного альбому, обіцяючи, що його реліз відбудеться десь в 2018.
16 липня 2021 року вийшов восьмий студійний альбом "Call of the Wild".

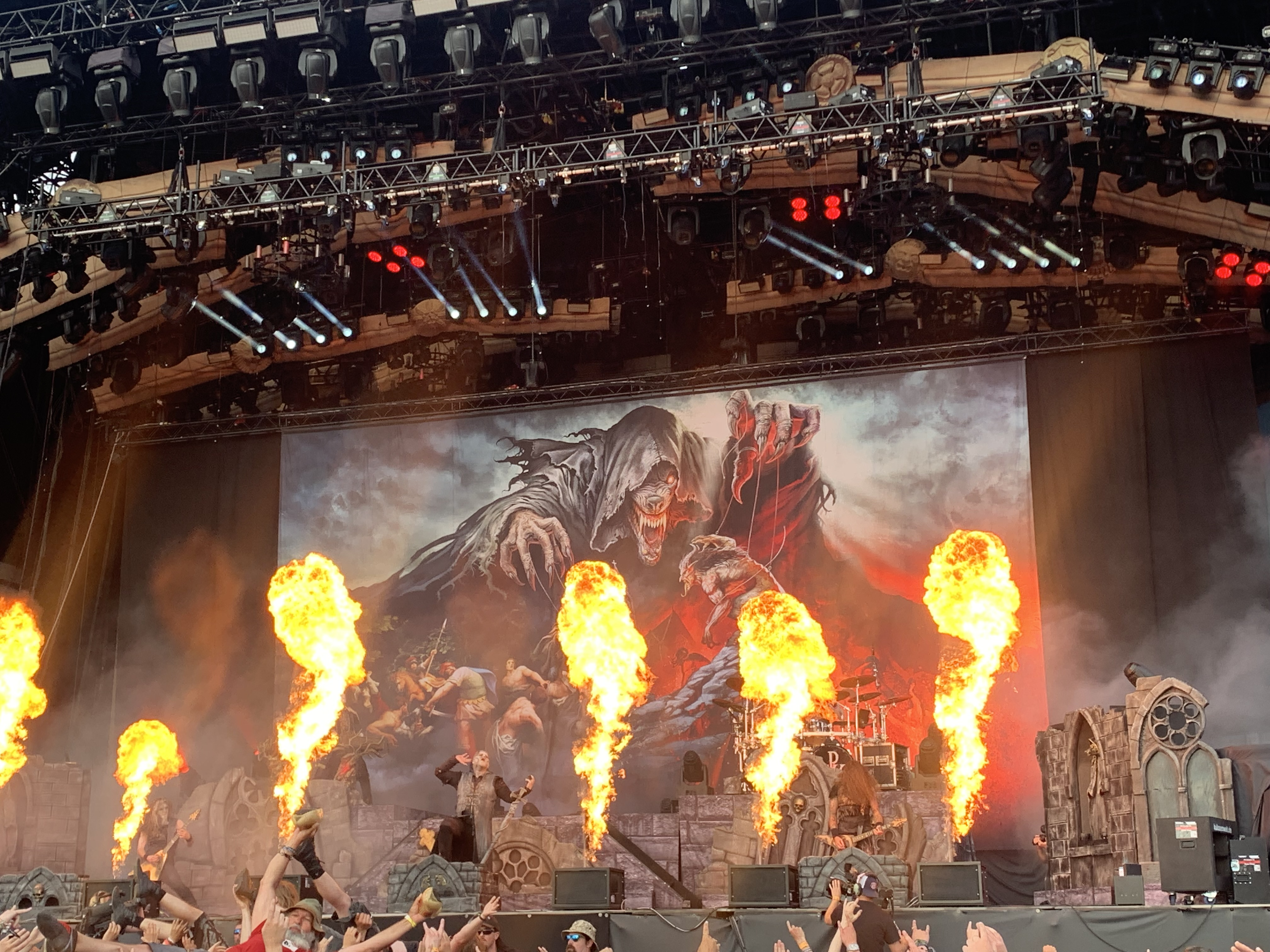
Powerwolf виступить на Graspop Metal Meeting у 2022 році.

4 жовтня 2022 року гурт оголосив, що перші північноамериканські концерти відбудуться у Нью-Йорку та Монреалі у лютому 2023 року. 28 листопада Powerwolf оголосили, що їхній дев'ятий студійний альбом "Interludium" вийде 7 квітня 2023 року .
4 квітня 2024 року гурт Powerwolf оголосили, що їхній десятий студійний альбом "Wake Up the Wicked" буде випущений 26 липня 2024 року .
26 липня 2024 року гурт випустив свій 10 альбом "Wake Up the Wicked" яскравим моментом альбому є головний сингл «1589». Пісня обертається навколо «історії Пітера Стампа, який жив поблизу Кельна, Німеччина в 16 столітті, і сьогодні відомий, як Перевертень з Бедбурга. Після того, як його знеславили, як перевертня, фермер під тортурами зізнався у кількох вбивствах і був жорстоко страчений 31 жовтня 1589 року».

## Склад

### Поточний склад
- Карстен «Аттіла Дорн» Бриль[en] — ведучий вокаліст (2003—дотепер)
- Бенджамін «Меттью Грейвулф» Басс — гітара (2003—дотепер)
- Девід «Чарльз Грейвулф» Фогт — бас-гітара (2003—дотепер)
- Роель ван Хелден — ударні (2011—дотепер)
- Крістіан «Фальк Марія Шлегель» Йост — клавішні, орган (2003—дотепер)

### Колишні учасники
- Стефан «Стефан Фюнебр» Джембалла — ударні (2003-2010)
- Том Дінер (Tom Diener) — ударні (2010-2011)

## Дискографія
Студійні альбоми
- Return in Bloodred (2005)
- Lupus Dei (2007)
- Bible of the Beast (2009)
- Blood of the Saints (2011)
- Preachers of the Night (2013)
- Blessed & Possessed (2015)
- The Sacrament of Sin (2018)
- Call of the Wild (2021)
- Interludium(інші мови) (2023)
- Wake Up the Wicked(інші мови) (2024)

Міні-альбоми (EP)
- Wolfsnaechte 2012 — Tour EP (2012)
- The Rockhard Sacrament (2013)

Сингли
- In Blood We Trust (2007)
- Raise Your Fist, Evangelist (2009)
- Sanctified With Dynamite (2011)
- We Drink Your Blood (2011)
- Amen & Attack (2013)
- Army of the Night (2015)
- Armata Strigoi (2015)
- Demons Are a Girl's Best Friend (2018)
- Midnight Madonna (2018)
- Fire & Forgive (2018)
- Incense & Iron (2018)
- Kiss of the Cobra King (2019)
- Werewolves of Armenia (2020)
- Sanctified with Dynamite (Live) (2020)
- Beast Of Gévaudan (2021)
- Dancing with the Dead (2021)

## Нагороди
- 2011 — Новачок року (Metal Hammer)
- 2011 — Альбом року в стилі павер-метал (Blood of the Saints) (Metal Hammer)